# Liste des épisodes de Lassie
Cette page recense la liste des épisodes de la série télévisée d'animation Lassie.
Note : Les épisodes sont listés par numéro de production ; l'ordre de diffusion peut différer. Sauf indication contraire, les informations de cette section proviennent d'IMDb.

## Épisodes

### Épisode 1:Il faut sauver Zuli
- France : 23 octobre 2014 sur TF1
- Belgique : 23 février 2014 sur RTBF
- Canada :  à venir

### Épisode 2:Petit Grizzly
- France : 11 janvier 2015 sur TF1

### Épisode 3:L'Or de la rivière
- France : 28 septembre 2014 sur TF1
- Belgique : 19 janvier 2014 sur RTBF
- Canada :  à venir

### Épisode 4:Face au danger
- France : 18 janvier 2015 sur TF1

### Épisode 5:Le Trésor de Dan Montaigne
- France : 24 octobre 2014 sur TF1
- Belgique : 8 avril 2014 sur RTBF
- Canada :  15 février 2014 sur TVO

### Épisode 6:Feu de forêt
- France : 26 octobre 2014 sur TF1
- Belgique : 9 avril 2014 sur RTBF
- Canada :  à venir

- Cet épisode est écrit par Jean-Christophe Roger, le réalisateur de la série.

### Épisode 7:Un défi extrême
- France : 7 septembre 2014 sur TF1
- Belgique : 21 avril 2014 sur RTBF
- Canada :  3 mai 2014 sur TVO

### Épisode 8:La disparition
- France : 25 janvier 2015 sur TF1
- Belgique : à venir
- Canada :  à venir

### Épisode 9:La Nuit des loups
- France : 23 novembre 2014 sur TF1
- Belgique : à venir
- Canada :  à venir

### Épisode 10:Avalanche
- France : 5 octobre 2014 sur TF1
- Belgique : 1er janvier 2014 sur RTBF
- Canada :  15 mars 2014 sur TVO

### Épisode 11:Le pique-nique
- France : 1er février 2015 sur TF1
- Belgique : à venir
- Canada :  à venir

### Épisode 12:Chasseurs de tornade
- France : 19 octobre 2014 sur TF1
- Belgique : 14 avril 2014  sur RTBF
- Canada :  22 mars 2014 sur TVO

### Épisode 13:Prisonnière de la montagne
- France : 21 septembre 2014 sur TF1
- Belgique : 1er janvier 2014  sur RTBF
- Canada :  8 février 2014 sur TVO

### Épisode 14:Le Raccourci
- France : 27 octobre 2014 sur TF1
- Belgique : 31 août 2014 sur RTBF
- Canada :  à venir

### Épisode 15:La dernière chance
- France : 8 février 2015 sur TF1

### Épisode 16:Le Malentendu
- France : 21 septembre 2014 sur TF1
- Belgique : 5 février 2014  sur RTBF
- Canada :  à venir

### Épisode 17:Train d'enfer
- France :  12 octobre 2014 sur TF1
- Belgique : 5 février 2014 sur RTBF
- Canada : à venir

### Épisode 18:Le Démon du lac
- France : 29 octobre 2014 sur TF1
- Belgique : 5 février 2014 sur RTBF
- Canada :  22 février 2014 sur TVO

### Épisode 19:L'Anniversaire
- France : 28 septembre 2014 sur TF1
- Belgique : 15 avril 2014  sur RTBF
- Canada :  12 avril 2014 sur TVO

### Épisode 20:Piège en canyon
- France : 30 octobre 2014 sur TF1
- Belgique : 19 septembre 2014 sur RTBF
- Canada : 13 septembre 2014 sur TVO

### Épisode 21:Zoé, petite maman
- France : 31 août 2014 sur TF1
- Belgique : 1er janvier 2014  sur RTBF
- Canada : 19 avril 2014 sur TVO

### Épisode 22:Les Condors de la vallée
- France : 14 septembre 2014 sur TF1
- Belgique : 21 septembre 2014 sur RTBF
- Canada : 20 septembre 2014 sur TVO

### Épisode 23:Un père pour toujours
- France : 28 octobre 2014 sur TF1
- Belgique : 1er janvier 2014 sur RTBF
- Canada :  1er mars 2014 sur TVO

### Épisode 24:La Vallée des souvenirs
- France : 31 octobre 2014 sur TF1
- Belgique : 5 octobre 2014 sur RTBF
- Canada :  à venir

### Épisode 25:Le Grand Raid-aventure, première partie
- France : 15 février 2015 sur TF1
- Belgique : à venir
- Canada :  6 septembre 2014  sur TVO

### Épisode 26:Le Grand Raid-aventure, deuxième partie
- France : 15 février 2015 sur TF1
- Belgique : à venir
- Canada :  à venir